# Lepidonectes corallicola
Lepidonectes corallicola és una espècie de peix de la família dels tripterígids i de l'ordre dels perciformes.

## Morfologia
- Els mascles poden assolir 8,9 cm de longitud total.[4][5]

## Hàbitat
És un peix marí, de clima tropical i associat als esculls de corall que viu entre 1-12 m de fondària.

## Distribució geogràfica
Es troba al Pacífic sud-oriental: és una espècie de peix endèmica de les Illes Galápagos.

## Observacions
És inofensiu per als humans.